# Neđo sa Manjače
Neđo sa Manjače (Banja Luka, 1966 — 26. avgust 2015), pravim imenom Nedeljko Savanović, bio je srpski estradni umetnik.
Pevač je postao u ratu i prva tri albuma sadrže isključivo ratne pesme. Kuća mu je u Slatini kod Laktaša, a u junu 2012. uhapšen je zbog sumnje da je učestvovao u pljačkama benzinskih pumpi i marketa. Preminuo je 26. avgusta 2015. godine, u 49. godini života.

## Diskografija
1992 — Oj Manjačo
- Aoj Gojko ljuta zmijo
- Banja Luko srpski rode
- Oj Manjačo
- Pop nam Đujić poručuje
- Srbi braćo ratovat se mora
- Srbine moj ustani u boj
- Srpska truba svira sa Kosova
- Vukašine srpski sine

1993 — U septembru '93
- Ako neko za Manjaču pita
- Bol boluje jedna cura mlada
- Dosta nam je Ženeve i trača
- Kada Srbin Turčina uhvati
- Moj sine jedini u nane
- Oj Krajino od Đujić vojvode
- U septembru '93
- Začudi se zemljica i trava

1994 — Poručuje Đujić iz Čikaga
- Delije sa Manjače
- Grmeč ori, Bihać gori
- Ko to želi granicu do Drine
- Kočić Petre mudra glavo
- Krajišnici travu kose
- Od koga je Risto Đogo strad'o
- Oj kokardo
- Probudi se Srbijo
- Slavne srpske

2005 — Desetka na keca
- Čekam zoru da mi svane
- Došla bi mi desetka na keca
- Ja sam rođen u šarenom cvijeću
- Konobaru jednu ljutu dajde
- Kupov'o bih đakonija raznih
- Opet sam se napio s drugarom
- Radio je radio svašta Bosanac
- Seljanka

2005 — Uživo
- Ćuti ženo
- Dobrila
- Hoćemo li zapjevati?
- Kelebija
- Konja jašu
- Oj pećino
- Pjevaj Neđo
- Pjevao bih brate
- Radovan se šeće
- Stara majka

2007 — Novinarka
- Novinarka
- Venem venem k'o zelena trava
- Pederuša
- Jedna mala
- Pjevačica - čistačica
- Dijete sa Manjače
- Isidora
- Opet sam se napio s drugarom